# Treapta unitate Heaviside

Funcţia treaptă Heaviside

Funcția treaptă Heaviside, u, numită și funcția treaptă unitate, este o funcție discontinuă ale cărei valori sunt zero pentru argumente negative și unu pentru argumente pozitive.
Rareori contează ce valoare este folosită pentru u(0), deoarece {\displaystyle u} este folosită mai ales ca distribuție.
Funcția este folosită în matematica teoriei controlului și a prelucrării semnalelor pentru a reprezenta un semnal care este pornit la un moment dat și rămâne pornit pe termen nedefinit. A fost denumit în cinstea matematicianului englez Oliver Heaviside.
Este funcția de distribuție cumulativă a unei variabile aleatoare care este aproape sigur 0.
Funcția Heaviside este o primitivă a funcției impulsul Dirac: u′ = δ. Aceasta se scrie uneori ca
{\displaystyle u(x)=\int _{-\infty }^{x}{\delta (t)}\mathrm {d} t}
deși această dezvoltare ar putea să nu aibă sens pentru x = 0, în funcție de ce formalism se folosește pentru a da sens integralelor ce implică δ.

## Forma discretă
Se poate defini o formă alternativă a treptei unitate ca funcție de o variabilă discretă n:
{\displaystyle H[n]={\begin{cases}0,&n<0\\1,&n\geq 0\end{cases}}}
unde n este număr întreg.
Impulsul unitate în timp discret este prima diferență a treptei unitate
{\displaystyle \delta [n]=u[n]-u[n-1].}
Această funcție este suma cumulativă a funcției delta Kronecker:
{\displaystyle u[n]=\sum _{k=-\infty }^{n}\delta [k]\,}
unde
{\displaystyle \delta [k]=\delta _{k,0}\,}
este funcția impuls unitar discret.

## Aproximări analitice
Pentru o aproximare derivabilă a funcției treaptă, se poate folosi funcția
{\displaystyle u(x)\approx {\frac {1}{2}}+{\frac {1}{2}}\tanh(kx)={\frac {1}{1+\mathrm {e} ^{-2kx}}}},
unde un k mai mare corespunde unei tranziții mai bruște la x = 0. Dacă se ia u(0) = ½, egalitatea este valabilă la limită:
{\displaystyle u(x)=\lim _{k\rightarrow \infty }{\frac {1}{2}}(1+\tanh kx)=\lim _{k\rightarrow \infty }{\frac {1}{1+\mathrm {e} ^{-2kx}}}}
Există multe aproximări derivabile analitice ale funcției treaptă. Acestea includ:
{\displaystyle u(x)=\lim _{k\rightarrow \infty }{\frac {1}{2}}+{\frac {1}{\pi }}\arctan(kx)\ }
{\displaystyle u(x)=\lim _{k\rightarrow \infty }{\frac {1}{2}}+{\frac {1}{2}}\operatorname {erf} (kx)\ }
În timp ce aceste aproximări converg punctual spre funcția treaptă, distribuțiile pe care le implică nu converg strict către distribuția delta. În particular, mulțimea măsurabilă
{\displaystyle \bigcup _{n=0}^{\infty }[2^{-2n};2^{-2n+1}]}
are măsura zero în distribuția delta, dar sub fiecare aproximare derivabilă devine mai mare cu cât este crescut k.

## Reprezentări
Adesea este utilă o reprezentare integrală a treptei unitate Heaviside:
{\displaystyle u(x)=\lim _{\epsilon \to 0^{+}}-{1 \over 2\pi \mathrm {i} }\int _{-\infty }^{\infty }{1 \over \tau +\mathrm {i} \epsilon }\mathrm {e} ^{-\mathrm {i} x\tau }\mathrm {d} \tau }

## u(0)
Valoarea funcției în 0 poate fi definită ca {\displaystyle u(0)=0}, {\displaystyle u(0)={\frac {1}{2}}} sau {\displaystyle u(0)=1}. {\displaystyle u(0)={\frac {1}{2}}} este alegerea cea mai populară, deoarece maximizează simetria funcției și devine complet consistentă cu funcția signum. Astfel se generalizează definiția:
{\displaystyle u(x)={\frac {1+\operatorname {sgn}(x)}{2}}={\begin{cases}0,&x<0\\{\frac {1}{2}},&x=0\\1,&x>0\end{cases}}}
Pentru a elimina ambiguitatea asupra valorii de folosit pentru u(0), se folosește un indice care arată ce valoare se folosește:
{\displaystyle u_{a}(x)={\begin{cases}0,&x<0\\a,&x=0\\1,&x>0\end{cases}}}

## Primitiva și derivata
Funcția rampă este o primitivă a funcției treaptă Heaviside: {\displaystyle R(x):=\int _{-\infty }^{x}H(\xi )\mathrm {d} \xi }
Derivata funcției treaptă Heaviside este impulsul Dirac:
{\displaystyle {\frac {du(x)}{dx}}=\delta (x)}

## Transformata Fourier
Transformata Fourier a funcției treaptă Heaviside este o distribuție. Folosind o variantă de constante pentru definiția transformatei Fourier avem
{\displaystyle {\hat {u}}(s)=\int \limits _{-\infty }^{\infty }\mathrm {e} ^{-2\pi \mathrm {i} xs}u(x)\,dx={\frac {1}{2}}\left(\delta (s)-{\frac {\mathrm {i} }{\pi s}}\right)}
Aici termenul {\displaystyle {\frac {1}{s}}} trebuie interpretat ca o distribuție care primește o funcție de test {\displaystyle \phi } valoarea principală Cauchy pentru {\displaystyle \int \limits _{-\infty }^{\infty }\phi (x)/x\,dx}.